# 量子杂志
《量子杂志》（英語：Quanta Magazine）是由西蒙斯基金会于2012年起发行的编辑独立的免费在线出版物，内容涵盖数学、理论物理学、理论计算机科学与基础生命科学等。其最初名为《西蒙斯科学新闻》（Simons Science News），2013年7月起改为现名。
《科学美国人》、《连线》、《大西洋》等杂志也会采用《量子杂志》的稿件。科学新闻聚合网站RealClearScience将《量子杂志》列为2016年十大科学网站的第二名。